# The Sterile Cuckoo
The Sterile Cuckoo (coneguda com a Pookie al Regne Unit i França, i com El cuco estéril a Espanya) és una pel·lícula estatunidenca dirigida per Alan J. Pakula, estrenada el 1969. Estrenada al Regne Unit com Pookie, és una pel·lícula produïda per la Paramount Pictures que tracta de la història d'una jove parella excèntrica la relació de la qual s'aprofundeix malgrat les seves diferències i la protagonitzen Liza Minnelli, Wendell Burton, i Tim McIntire.
La pel·lícula va ser adaptada per Alvin Sargent de la novel·la The Sterile Cuckoo de 1965 de John Nichols, i dirigida per Alan J. Pakula, en el seu debut com a director
Una gran part del film va ser rodat al Hamilton College a Clinton, Oneida County, Nova York. Una part va ser rodada a Sylvan Beach, Nova York.

## Argument
Quan s'assabenta que està embarassada, una jove és abandonada pel seu amant, un estudiant totalment immadur. La seva vida queda trastocada.

## Repartiment
- Liza Minnelli: "Pookie" Adams
- Wendell Burton: Jerry Payne
- Tim McIntire: Charlie Schumacher
- Chris Bugbee: Roe
- Sandy Faison: Nancy Putnam
- Austin Green: pare de "Pookie"

## Premis i nominacions

### Premis
- 1970. Premi David di Donatello a la millor actriu estrangera per Liza Minnelli

### Nominacions
- 1970. Oscar a la millor actriu per Liza Minnelli
- 1970. Oscar a la millor cançó original per Fred Karlin (música) i Dory Previn (lletra) per la cançó "Come Saturday Morning"
- 1970. Globus d'Or a la millor actriu dramàtica per Liza Minnelli
- 1971. BAFTA a la nova promesa per Liza Minnelli
- 1971. Grammy a la millor banda sonora original per Fred Karlin